# Marie Cavallier
« Marie de Danemark » redirige ici.  Pour la princesse héritière de Danemark, voir Mary Donaldson.
Marie Cavallier, devenue princesse Marie de Danemark, née le 6 février 1976 à Paris en France, est la seconde épouse du prince Joachim de Danemark.

## Biographie

### Famille
Marie Cavallier est née à Paris. Elle est le seul enfant d'Alain Cavallier (des familles Cavallier et Paul-Cavallier, propriétaires des Fonderies de Pont-à-Mousson,), associé au sein d'une agence de publicité, et de Françoise Grassiot (née Moreau), propriétaire du Château de la Vernède, près d'Avignon, mariés en 1975. Elle est la petite-fille de Claude Cavallier (beau-fils du baron de Limnander de Nieuwenhove) et de la baronne Odile Brunet de Sairigné (née Labesse). À la suite du divorce de ses parents en 1987, elle déménage avec sa mère à Genève.
Elle a deux demi-frères aînés du côté de sa mère : Benjamin et Grégory Grandet, tous deux nés en Suisse ; et deux jeunes demi-frères du côté de son père : Charles et Édouard Cavallier, nés à Paris.

### Éducation
La princesse Marie a d’abord été scolarisée à Paris de 1981 à 1989. En 1989, elle devient pensionnaire au collège alpin Beau Soleil en Suisse où elle passe son baccalauréat en 1993. Elle étudie pendant une courte période au Babson College dans le Massachusetts mais elle retourne en Suisse pour étudier l'économie à l'université de Genève de 1994 à 1995. Puis, de 1995 à 1997, elle fait des études de commerce international au Marymount Manhattan College de New York où elle est nommée MA.

### Mariage
Les fiançailles de Marie Cavallier avec le prince Joachim de Danemark ont été annoncées le 3 octobre 2007, et le mariage le 21 novembre 2007. La cérémonie a eu lieu le 24 mai 2008 en l'église de Møgeltønder.
La célébration est coordonnée par l'évêque Erik Norman Svendsen et suivie d'un banquet au château de Schackenborg en présence des têtes couronnées des pays scandinaves dont : la  princesse héritière de Suède et le couple héritier de Norvège. Par cette alliance, Marie Cavallier devient Son Altesse Royale la princesse Marie de Danemark, comtesse de Monpezat. Marie Cavallier, citoyenne française, devient danoise et membre de l'Église évangélique luthérienne du Danemark.

### Maternité
Le 10 novembre 2008, la famille royale annonce que la princesse attend un enfant pour mai 2009. Elle donne naissance à un fils le 4 mai 2009. Comme le veut la tradition, les prénoms du bébé ne sont annoncés qu’au baptême (26 juillet 2009) : Henrik Carl Joachim Alain.
Le 24 août 2011, la famille royale annonce que la princesse Marie attend un deuxième enfant pour janvier 2012. Elle donne naissance à une fille le 24 janvier 2012. Les prénoms de la nouvelle princesse, Athena Marguerite Françoise Marie, sont annoncés lors de son baptême, qui a lieu le 20 mai 2012 à l’église de Møgeltønder, près du château de Schakenborg.

### Princesse de Danemark
Marie a commencé à exercer son rôle de princesse de Danemark, alors qu'elle assistait à des événements avec son mari ainsi que lors d'activités de mécénat. En septembre 2008, elle a donné une interview au magazine danois Billed Bladet, dans laquelle elle a expliqué qu'elle était en train de prendre une décision sur ses domaines d'intérêt et a rappelé son désir d'avoir des enfants.
Le premier engagement de la princesse, un voyage à l'étranger, a été au Maroc le 28 octobre 2008, quand elle a distribué des jouets Lego dans un orphelinat à Rabat. Après cette visite à l'étranger, la princesse a accompagné le prince Joachim en Russie.
Le premier patronage de Marie était celui du Tønder Festival, un festival international de musique folk près de sa résidence officielle du château de Shackenborg près de Møgeltønder, où la princesse réside avec sa famille. Marie a également repris le patronage du prince consort, né français, en tant que marraine du Prix annuel de littérature de langue française à Copenhague. Marie a également pris le patronage de l'université du Danemark du Sud à Odense en septembre 2009.
La princesse Marie est depuis le 17 novembre 2009 marraine de la Commission nationale danoise pour l'UNESCO.
Le troisième voyage officiel de la princesse a eu lieu à Hong Kong et en Chine avec le prince Joachim, en novembre 2009. En janvier 2010, la Fédération danoise de ski a nommé la princesse Marie, marraine officielle.
En mars 2011, Marie entreprend son quatrième voyage à l'étranger au Mexique avec le prince Joachim.
Elle a accompagné son époux et son beau-frère les 1er, 2 et 3 juillet à Monaco pour le mariage du prince Albert II avec Charlène Wittstock.
La princesse Marie est marraine de la Fondation AIDS (AIDS fundet) depuis 2011. En 2016, elle est la première membre de la famille royale du Danemark à assister à la Pride de Copenhague ; elle y défile sous la bannière de la Fondation. La princesse Marie est aussi chevalière du Tastevin en Bourgogne.

### Vie à l'étranger
De septembre 2020 à août 2023, la princesse Marie et le prince Joachim travaillent tous deux à l'ambassade du Danemark en France pour un contrat de trois ans, lui en tant qu'attaché de défense et elle au département culturel de l’ambassade. Depuis août 2023, le couple et ses deux plus jeunes enfants vivent à Washington DC où chacun continue à travailler pour l'ambassade du Danemark aux États-Unis.

## Titulature
- Depuis le 24 mai 2008 : Son Altesse Royale la princesse Marie de Danemark, comtesse de Monpezat (mariage).

## Honneurs

### Décorations et médailles danoises
- Chevalier de l'ordre de l'Éléphant (24 mai 2008).
- Grand-croix de l'ordre de Dannebrog (2014).
- 11 juin 2009 : médaille commémorative des 75 ans du prince consort.
- 16 avril 2010 : médaille commémorative des 70 ans de la reine.
- 14 janvier 2012 : médaille commémorative du Jubilé de rubis de la reine.
- 16 avril 2015 : médaille commémorative des 75 ans de la reine.

### Récompenses et distinctions étrangères
- Grand-croix de l'ordre de Bienfaisance (Grèce, 2009)[17].
- Grand-croix de l'ordre de l'Aigle aztèque (Mexique, 2011)[18].
- Grand-croix de l'ordre de la Rose blanche (Finlande, 2013).
- Grand-croix de l'ordre de Saint-Olaf (Norvège, 2014)[19].
- Grand-croix de l'ordre de la Couronne (Pays-Bas, 2015)[20].
- Grand-croix de l'ordre du Faucon (Islande, 2017)[21].
- Grand-croix de l'ordre de Léopold II (Belgique, 2017)[22].
- Grand officier de la Légion d'honneur (France, 2017)[23].
- Officier de l'ordre des Arts et des Lettres (France, 2022)[24].
- Classe suprême de l'ordre des Vertus (Égypte, 2024)[25].